# Arkain
Arkain je antagonist NMDA receptora.